# Изложба „Нови чланови” (1996)
Изложба „Нови чланови” се одржала у периоду од 24. априла од 7. маја 1996. године у Галерији Удружења ликовних уметника Србије.

## Излагачи

### Сликари
1. Брајан Васић
2. Виолета Војводић
3. Ненад Вучковић
4. Сања Вучковић
5. Слободан Граовац
6. Иван Грачић
7. Новак Демоњић
8. Миљана Драшковић
9. Мартин Ердеш
10. Драган Здравковић
11. Јелена Игњатовић
12. Верица Илић
13. Марја Јанковић
14. Слободан Ковачевић
15. Соња Лалић
16. Весна Ломић
17. Драгана Миловић
18. Небојша Милчев
19. Вељко Миљковић
20. Владислав Мишић
21. Јелена Радовић
22. Жељко Радуновић
23. Предраг Ракићевић
24. Дејан Ратковић
25. Кристина Ристић
26. Ђорђе Соколовски
27. Емил Сфера
28. Вукашин Турински
29. Драган Хајровић
30. Наташа Шавија
31. Слободан Шкеровић

### Графичари
1. Раденко Аднађ
2. Владимир Вељашевић
3. Ивана Видић
4. Драгана Вукотић
5. Татјана Илић
6. Жељко Комосар
7. Драган Најдановић
8. Јелена Обрадовић
9. Милена Тапавица
10. Мирјана Филиповић

### Вајари
1. Марија Видић
2. Весна Вићановић
3. Сања Цупаћ Грујичић
4. Радосав Горашевић
5. Велизар Каравелић
6. Марко Лађушић
7. Тања Остојић
8. Тања Ристовски
9. Урош Ушћерка

### Проширени медији
1. Мирјана Ђорђевић
2. Иван Илић
3. Гордана Новаковић
4. Зоран Пантелић
5. Мирослав Савић